# Ризантелла
Ризанте́лла (лат. Rhizanthella) — олиготипный род однодольных растений семейства Орхидные (Orchidaceae). Впервые выделен в 1928 году Ричардом Сандерсом Роджерсом.
Синоним — Cryptanthemis (рус. Криптанте́мис; ранее этот таксон использовался при классификации Rhizanthella slateri).
Необычной особенностью рода является то, что у его представителей весь жизненный цикл проходит под землёй, даже в период цветения.

## Систематика
По данным The Plant List в состав рода включены следующие биологические виды:
- Ризантелла Гарднера (Rhizanthella gardneri) R.S. Rogers typus[9]
- Rhizanthella omissa D.L. Jones & M.A. Clem.
- Rhizanthella slateri (Rupp) M.A. Clem. & P.J. Cribb

## Распространение, общая характеристика
Все три вида являются эндемиками Австралии, распространёнными на юго-западе и востоке страны, а именно в штатах Западная Австралия, Квинсленд и Новый Южный Уэльс.
Травянистые многолетние растения с весьма специфическим строением. Они полностью растут под землёй, лишены хлорофилла и, возможно, являются эктопаразитами грибов, у которых они поглощают питательные вещества. Листья отсутствуют. Соцветие кистевидное, несёт множество мелких, ароматных, обращённых внутрь обоеполых цветков от тёмно-красного до фиолетового цвета; губа маленькая, сердцевидная. Цветки окружены околоцветником с пятью сегментами треугольной формы. Корень зачаточный, эфемерный. Плод — нераскрывающаяся мясистая костянка; одно растение производит до 250 семян.